# نوران (بالغلو)
نوران (بالفارسية: نوران) هي قرية تقع في إيران في أردبيل. يقدر عدد سكانها بـ 918 نسمة .